# Guillermo García Calvo
Guillermo García Calvo (* 4. August 1978 in Madrid) ist ein spanischer Dirigent. Er dirigierte an der Deutschen Oper von Berlin, der Wiener Staatsoper und der Pariser Oper. In seinem Heimatland Spanien trat er u. a. am Gran Teatre del Liceu von Barcelona, dem Teatro Real und dem Teatro de la Zarzuela von Madrid und an der Oper von Oviedo auf. Von der Spielzeit 2017/2018 bis 2022/23 war er Generalmusikdirektor der Theater Chemnitz und Chefdirigenten der Robert-Schumann-Philharmonie. Seit dem 1. Januar 2020 ist er außerdem musikalischer Direktor des Teatro de la Zarzuela von Madrid.

## Werdegang
Guillermo García Calvo wurde 1978 in Madrid geboren. Er begann seine musikalische Ausbildung im Alter von 7 Jahren mit Klavierunterricht. Er schloss ein Musikstudium an der Universität für Musik und darstellende Kunst in Wien mit einer Diplomarbeit über Parsifal und der Aufführung der Tannhäuser-Ouvertüre im Großen Saal des Musikvereins von Wien ab. Von 2001 bis 2002 war er als Assistent von Iván Fischer und des Budapest Festival Orchestras tätig. Im Sommer 2007 arbeitete er für Christian Thielemann an der Inszenierung von Der Ring des Nibelungen bei den Bayreuther Festspielen.
García Calvo unterhält seit 2002 eine enge Beziehung zur Wiener Staatsoper, für die er die musikalische Vorbereitung von über fünfzig Opernwerken geleitet und mehr als 200 Aufführungen dirigiert hat.
Sein Debüt als Operndirigent feierte er 2003 mit Hänsel und Gretel am Schlosstheater Schönbrunn. Im Dezember 2009 vertrat er Daniele Gatti in einer Neuaufführung von Macbeth an der Wiener Staatsoper. Sein Debüt an der Deutschen Oper Berlin gab er mit La Cenerentola. Im Januar 2016 debütierte er an der Oper di Firenze mit dem Orchester Maggio Fiorentino und der Aufführung von Goyescas von Enric Granados und El amor brujo von Manuel de Falla. Im April des gleichen Jahres trat er erstmals am Palais Garnier in Paris auf. Im Mai 2016 wurde ihm die Leitung der Wiederaufführung in der Neuzeit der Oper Elena e Malvina von Ramon Carnicer mit dem Orquesta y Coros Nacionales de España übertragen.
Im Jahre 2016 wurde er zum Generalmusikdirektor der Theater Chemnitz und zum Chefdirigenten der Robert-Schumann-Philharmonie ernannt. Seit seinem Amtsantritt in der Spielzeit 2017/2018 hat García Colvo den Werken von Richard Wagner einen bedeutenden Platz im Repertoire zukommen lassen. Er inszenierte u. a. den Opern-Vierteiler Der Ring des Nibelungen neu. Eine der Opern, nämlich die Götterdämmerung, erhielt 2019 den Faust für die beste Regie im Musiktheater.
Neben den genannten Funktionen leitet er als Dirigent Opern und Konzerte in anderen Konzerthäusern. Dabei leitete er  Siegfried (an der Oper von Oviedo), für die er mit dem Preis Ópera XXI für die besten musikalischen Leitung der Saison 2017/2018 ausgezeichnet wurde, Katiuska von Pablo Sorozábal (am Teatro de la Zarzuela in Madrid), La Gioconda (Gran Teatre del Liceu), für die er den Preis der Opernkritiker der Amics del Liceu für die beste musikalische Leitung erhielt, L’elisir d’amore (am New National Theater in Tokio) oder Don Giovanni (an der Pariser Oper).
Im Dezember 2019 wurde seine Ernennung zum musikalischen Direktor des Teatro de la Zarzuela von Madrid ab dem 1. Januar 2020 bekannt gegeben.

## Preise
- 2013: Premio Codalario für den besten Künstler.[7]
- 2017: Internationaler Preis Leonardo da Vinci[8]
- 2019: Preis Ópera XXI für die beste musikalische Leitung[9]

## Aufführungen (Auswahl)
- Curro Vargas von Ruperto Chapí am Teatro de la Zarzuela de Madrid (2014) für die er den «Premios Líricos Campoamor», Oviedo im Jahre 2014 erhielt.[10]
- Goyescas von Enrique Granados am Teatro Real von Madrid (Spielzeit 2014–2015).[11]
- Salomé von Richard Strauss am Teatre Principal von Palma (2016).[12]
- Der Ring des Nibelungen von Richard Wagner an den Theatern Chemnitz (2018).[13]
- La Gioconda von Amilcare Ponchielli am Gran Teatre del Liceu von Barcelona (2019).[14]
- Don Giovanni von Wolfgang Amadeus Mozart an der Opéra de París (2019).[15]